# Хагенберг-им-Мюлькрайс
Хагенберг-им-Мюлькрайс (нем. Hagenberg im Mühlkreis) — коммуна (Gemeinde) в Австрии, в федеральной земле Верхняя Австрия.
Входит в состав округа Фрайштадт. Население составляет 2534 человека (на 31 декабря 2005 года). Занимает площадь 15 км². Официальный код — 40 604.

## Политическая ситуация
Бургомистр коммуны — Рудольф Фишерленер (АНП) по результатам выборов 2003 года.
Совет представителей коммуны (нем. Gemeinderat) состоит из 25 мест.
- АНП занимает 11 мест.
- СДПА занимает 9 мест.
- Зелёные занимают 4 места.
- АПС занимает 1 место.